# Miss Van
Miss Van, pseudonimo di Vanessa Castex (Tolosa, ...), è una writer francese.

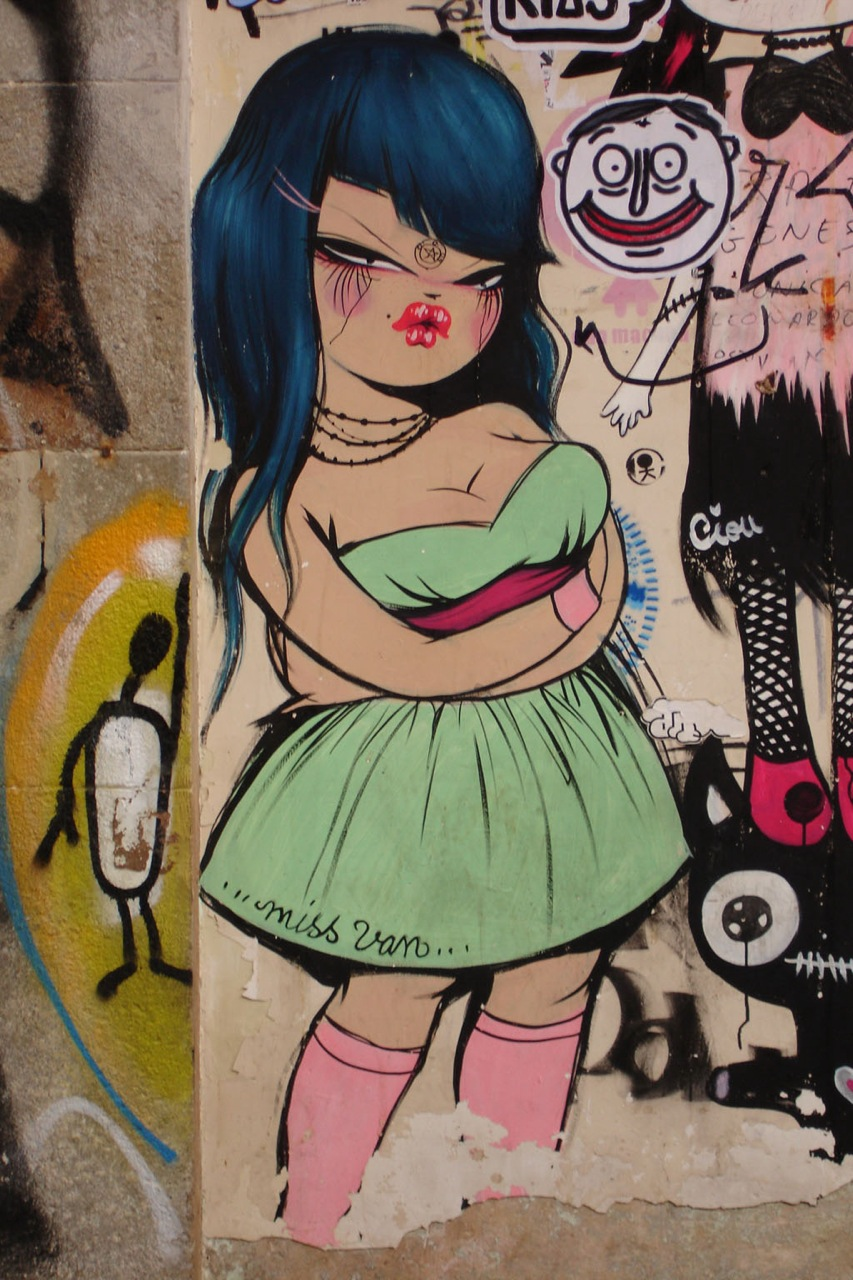
Graffito di Miss Van a Barcellona

Laureata all'accademia di Belle Arti, all'inizio degli anni 1990 ha contribuito a creare una originale forma di graffiti writing assieme a Mademoiselle Kat utilizzando l'inusuale vernice acrilica al posto dello spray, per poi passare ad esprimersi su tela e realizzando sculture, nel 1999 ha realizzato la sua prima mostra. Tutti i suoi soggetti, senza eccezioni, sono donne, in ogni forma ed espressione.

Vanessa è stata fortemente influenzata dalla libera figurazione pittorica e da artisti giapponesi quali Junko Mizuno, ma anche da cartoni animati e dalle forme delle pin up anni cinquanta, ed infine dalle strisce comiche di Vaughn Bodé. Sui suoi inizi dedicati all'aerosol art ha dichiarato:
Realizzazioni inizialmente autobiografiche, da ella stessa definite rappresentazioni di "una mal celata megalomania", sono diventate molto introspettive, segnalandosi per alcuni dettagli come le mani con sole quattro dita e l'utilizzo di animaletti come conigli e cerbiatti accostati a figure femminili spesso in pose sensuali, erotiche.
Recentemente si è trasferita a Barcellona ed ha realizzato disegni per la nuova collezione della Fornarina. Miss Van inoltre è nominata nel fumetto semi-autobiografico di Mitch Clem, San Antonio Rock City.